# Tauschia texana
Tauschia texana är en flockblommig växtart som beskrevs av Asa Gray. Tauschia texana ingår i släktet Tauschia och familjen flockblommiga växter. Inga underarter finns listade i Catalogue of Life.